# コディントン郡
コディントン郡（英: Codington County）は、アメリカ合衆国サウスダコタ州の北東部に位置する郡である。2010年国勢調査での人口は27,227人であり、2000年の25,897人から5.1％増加した。郡庁所在地は州内第5の都市ウォータータウン市（人口21,482人）であり、同郡で人口最大の町でもある。
コディントン郡はハムリン郡と共にウォータータウン小都市圏を構成している。

## 地理
アメリカ合衆国国勢調査局に拠れば、郡域全面積は717平方マイル (1,857.0 km2)であり、このうち陸地は688平方マイル (1,781.9 km2)、水域は29平方マイル (75.1 km2)で水域率は4.10％である。

### 主要高規格道路
- 州間高速道路29号線
- アメリカ国道81号線
- アメリカ国道212号線
- サウスダコタ州道20号線

### 隣接する郡
- グラント郡 - 北東
- ドゥール郡 - 南東
- ハムリン郡 - 南
- クラーク郡 - 西
- デイ郡 - 北西

## 人口動態
以下は2000年国勢調査による人口統計データである。
| 基礎データ - 人口: 25,987人 - 世帯数: 10,357 世帯 - 家族数: 6,877 家族 - 人口密度: 15人/km2（38人/mi2） - 住居数: 11,324軒 - 住居密度: 6軒/km2（16軒/mi2） 人種別人口構成 - 白人: 96.74% - アフリカン・アメリカン: 0.14% - ネイティブ・アメリカン: 1.41% - アジア人: 0.28% - 太平洋諸島系: 0.02% - その他の人種: 0.57% - 混血: 0.84% - ヒスパニック・ラテン系: 1.06% 先祖による構成 - ドイツ系：48.2％ - ノルウェー系：20.0％ - アイルランド系：5.5％ 言語による構成 - 英語：96.7％ - スペイン語：1.5％ - ドイツ語：1.2％ 年齢別人口構成 - 18歳未満: 26.8% - 18-24歳: 10.4% - 25-44歳: 28.0% - 45-64歳: 20.7% - 65歳以上: 14.1% - 年齢の中央値: 35歳 - 性比（女性100人あたり男性の人口） - 総人口: 98.5 - 18歳以上: 96.5 | 世帯と家族（対世帯数） - 18歳未満の子供がいる: 33.6% - 結婚・同居している夫婦:54.5% - 未婚・離婚・死別女性が世帯主: 8.1% - 非家族世帯: 33.6% - 単身世帯: 27.9% - 65歳以上の老人1人暮らし: 10.8% - 平均構成人数 - 世帯: 2.46人 - 家族: 3.04人 収入と家計 - 収入の中央値 - 世帯: 36,257米ドル - 家族: 45,153米ドル - 性別 - 男性: 30,279米ドル - 女性: 19,826米ドル - 人口1人あたり収入: 18,761米ドル - 貧困線以下 - 対人口: 9.0% - 対家族数: 5.6% - 18歳未満: 8.6% - 65歳以上: 10.8% |

## 都市と町
- ウォータータウン - 郡庁所在地
- アップルビー
- フローレンス
- グロバー
- ヘンリー
- カンペスカ
- クランズバーグ
- ロービル
- サウスショア
- ウォレス
- ウェイバリー

### 郡区
コディントン郡は下記17の郡区に分けられている。
| - デクスター - イーデン - エルミラ - フラー - ジャーマンタウン - グレースランド - ヘンリー - カンペスカ - クランズバーグ | - レイク - レオラ - ペリカン - フィップス - ロービル - リッチランド - シェリダン - ウェイバリー |